# Lytta canelas
Lytta canelas är en skalbaggsart som beskrevs av Nils Sten Edvard Selander 1960. Lytta canelas ingår i släktet Lytta och familjen oljebaggar. Inga underarter finns listade i Catalogue of Life.